# Эгисхайм
Эгисха́йм (фр. Eguisheim) — коммуна на северо-востоке Франции в регионе Гранд-Эст. Входит в состав кантона Вендзенем округа Кольмар — Рибовилле, департамент Верхний Рейн . До марта 2015 года коммуна в составе кантона Вендзенем административно входила в округ Кольмар.
В 2003 году Эгисхайм был включён в число самых красивых деревень Франции; в 2006 году выиграл золотую медаль европейского конкурса городов и деревень «Золотой Цветок Европы» (фр. Entente florale).

## Географическое положение
Коммуна расположена приблизительно в 380 км к востоку от Парижа, в 70 км юго-западнее Страсбурга, в 6 км к юго-западу от Кольмара. Код INSEE коммуны — 68078.
Площадь коммуны — 14,13 км², население — 1549 человек (2006) с тенденцией к росту: 1747 человек (2012), плотность населения — 123,6 чел/км².

## Население
Численность населения коммуны в 2011 году составляла 1752 человека, а в 2012 году — 1747 человек.
| Год  | Число | Год  | Число | Год  | Число | Год  | Число | Год  | Число |
| ---- | ----- | ---- | ----- | ---- | ----- | ---- | ----- | ---- | ----- |
| 1962 | 1568  | 1968 | 1519  | 1975 | 1461  | 1982 | 1438  | 1990 | 1530  |
| 1999 | 1548  | 2004 | 1541  | 2006 | 1549  | 2007 | 1572  | 2008 | 1572  |
| 2009 | 1622  | 2010 | 1683  | 2011 | 1752  | 2012 | 1747  |      |       |

Динамика населения:

## Администрация
| Период | Период | Фамилия       | Партия | Примечания                                |
| ------ | ------ | ------------- | ------ | ----------------------------------------- |
| 1959   | 1995   | Леон Бейер    |        | винодел, кавалер ордена Почётного легиона |
| 1995   | 2008   | Пьер Хуссхерр |        |                                           |
| 2008   | 2020   | Клод Сенливр  |        |                                           |

## Экономика
В 2007 году среди 1004 человек в трудоспособном возрасте (15-64 лет) 765 были экономически активными, 239 — неактивными (показатель активности — 76,2 %, в 1999 году было 70,2 %). Из 765 активных работали 719 человек (377 мужчин и 342 женщины), безработных было 46 (22 мужчины и 24 женщины). Среди 239 неактивных 95 человек были учениками или студентами, 95 — пенсионерами, 49 были неактивными по другим причинам.
В 2010 году из 1077 человек трудоспособного возраста (от 15 до 64 лет) 820 были экономически активными, 257 — неактивными (показатель активности 76,1 %, в 1999 году — 70,2 %). Из 820 активных трудоспособных жителей работали 770 человек (404 мужчины и 366 женщин), 50 числились безработными (24 мужчины и 26 женщин). Среди 257 трудоспособных неактивных граждан 102 были учениками либо студентами, 102 — пенсионерами, а ещё 53 — были неактивны в силу других причин.
На протяжении 2011 года в коммуне числилось 767 облагаемых налогом домохозяйств, в которых проживало 1731,5 человек. При этом медиана доходов составила 24880 евро на одного налогоплательщика.

## Достопримечательности
- Бывшее аббатство Марбах (XI век). Исторический памятник с 1988 года[15]
- Руины замка Дагсбург (XII—XIII века). Исторический памятник с 1840 года[16]
- Фонтан Сен-Леон (1557 год). Исторический памятник с 1934 года[17]
- Католическая церковь Свв. Петра и Павла (XIII век). Исторический памятник с 1933 года[18]
- Два дома на площади Шато-Сен-Леон (1603 год). Исторические памятники с 1934 года[19][20]
- Бывший императорский дворец Сен-Леон-Пфальц (XIII век). Исторический памятник с 1903 года[21]

Панорама центра города 9 июня 2007 года

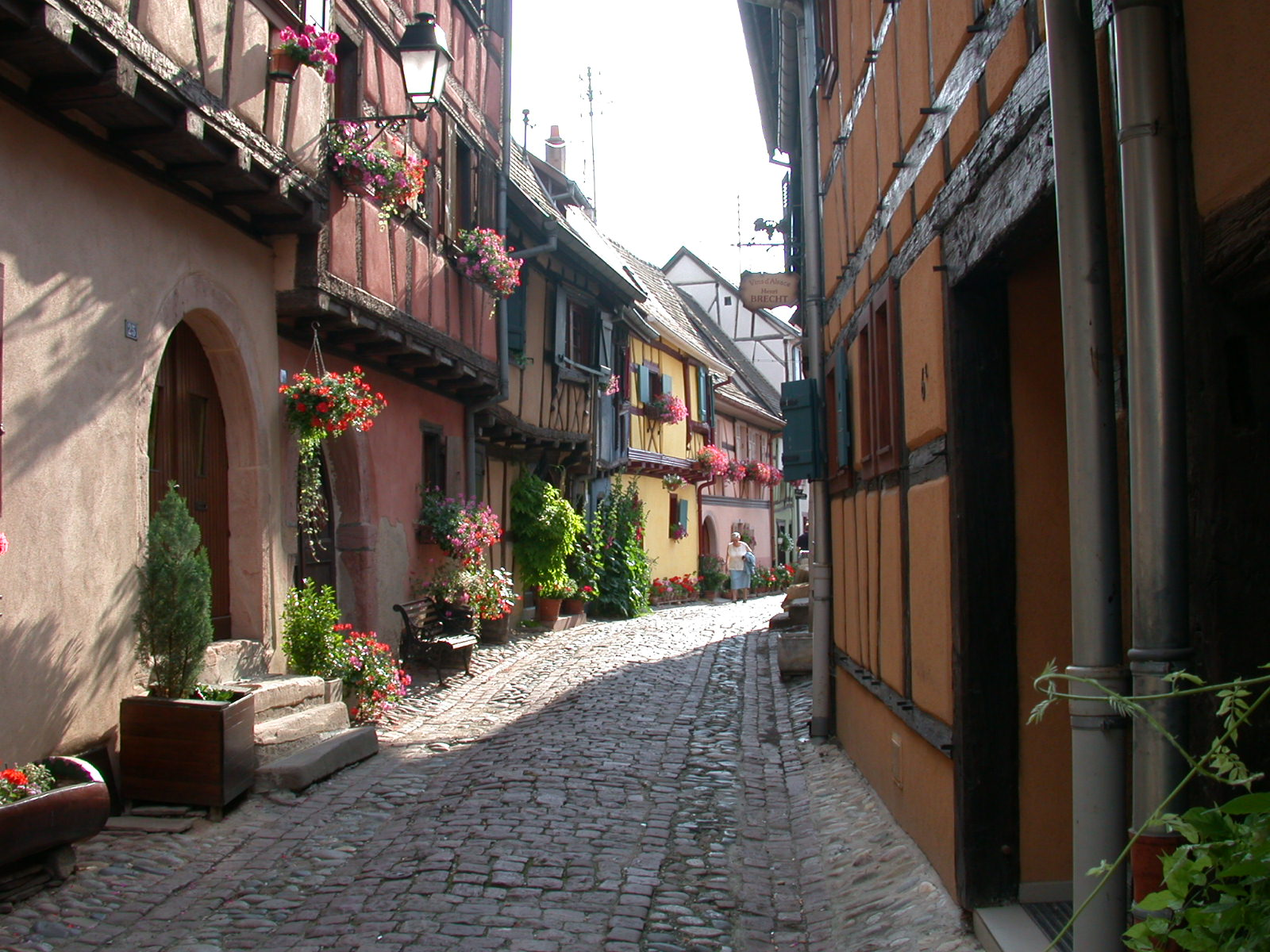
Средневековая улица в Эгисхайме
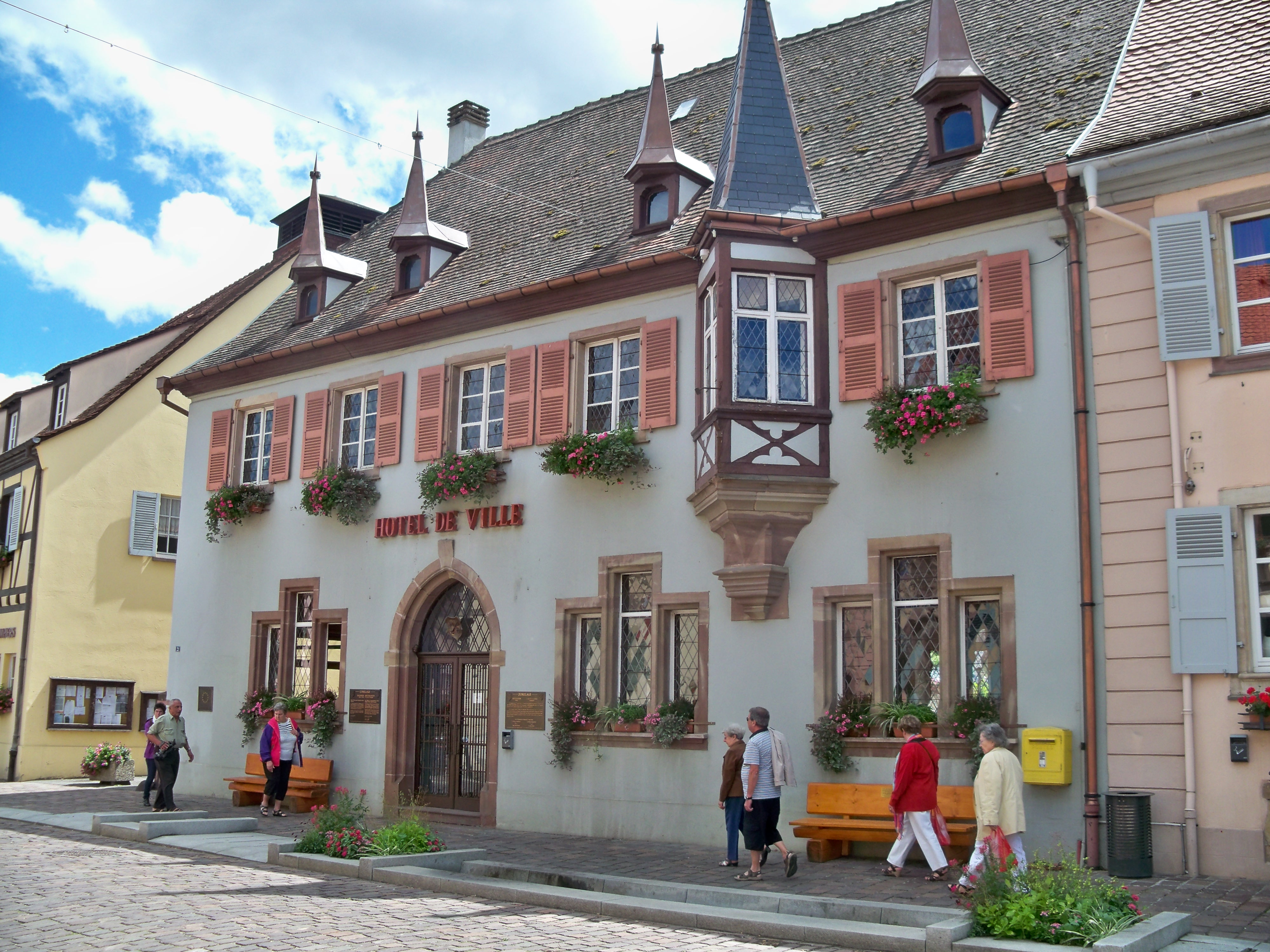
Мэрия
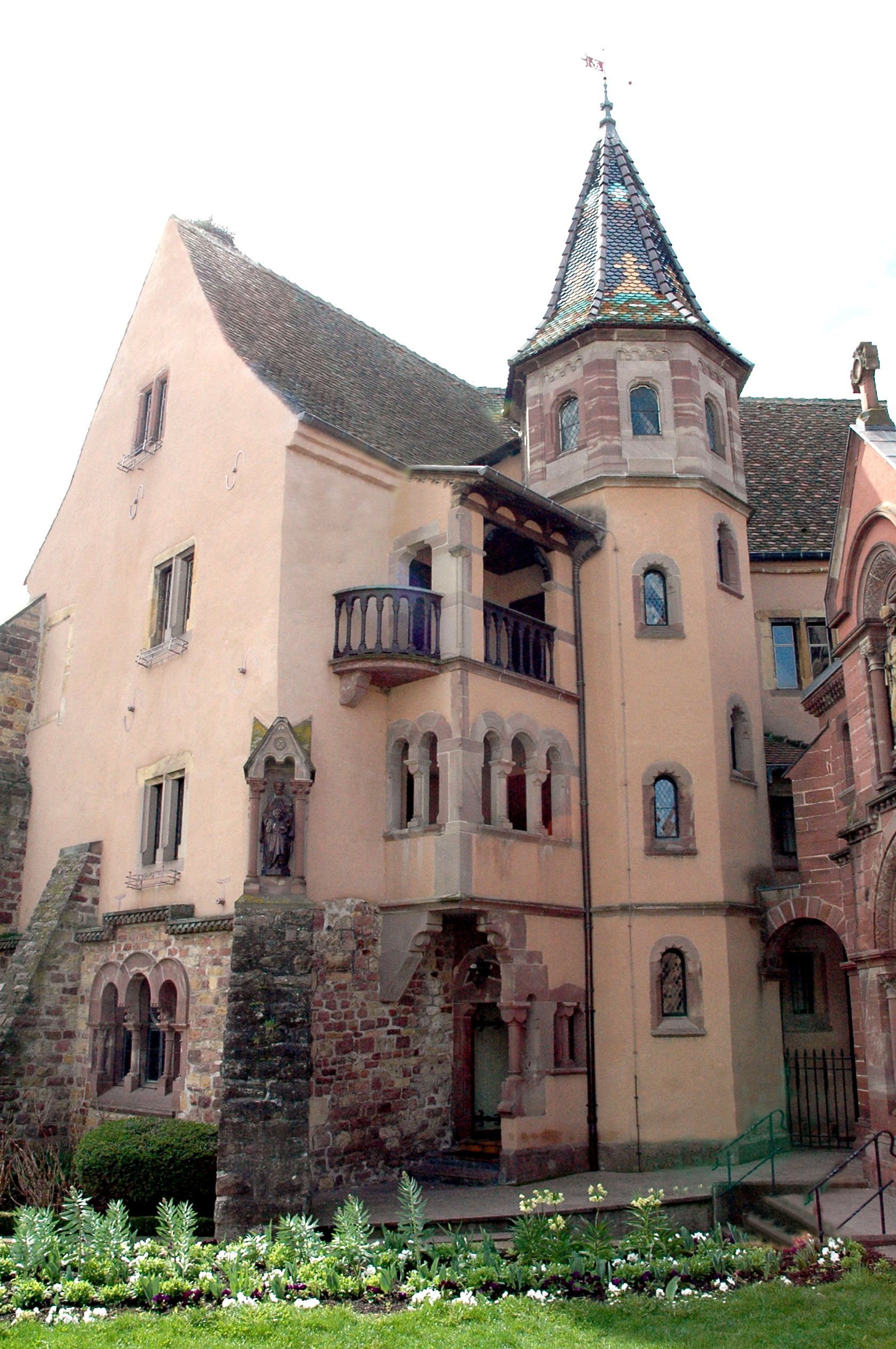
Замок
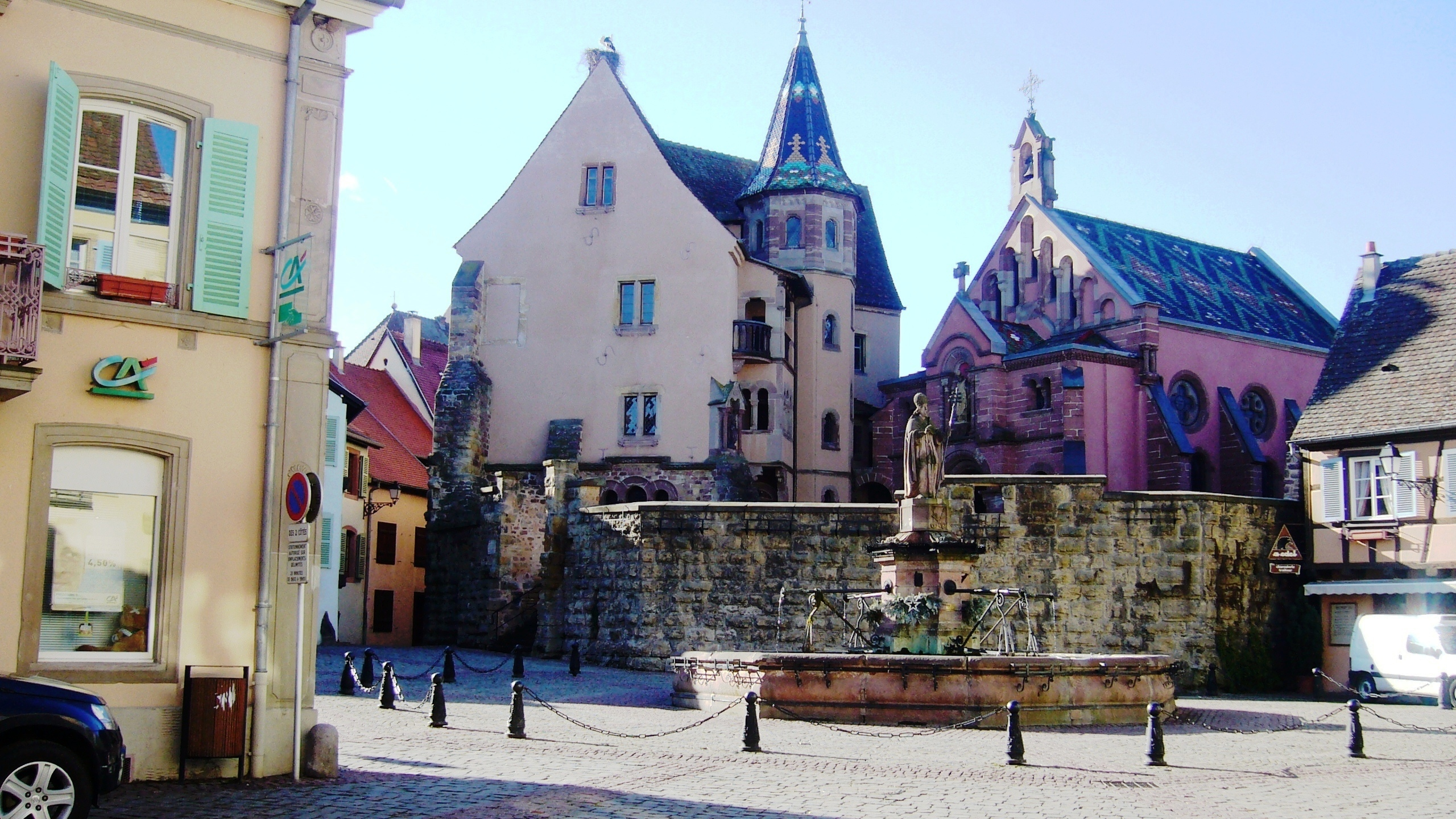
Фонтан Сен-Леон

## Города-побратимы
- Ла-Лувьер (Бельгия)
- Спа (Бельгия)
- Хинтерцартен (Германия)
- Отвильер (Франция)